# آلیس ماری جانسون
آلیس ماری جانسون (انگلیسی: Alice Marie Johnson؛ زادهٔ ۳۰ مهٔ ۱۹۵۵) حامی طرح اصلاح عدالت کیفری و زندانی فدرال سابق اهل ایالات متحده آمریکا است. او در سال ۱۹۹۶ برای نقش داشتن در سازمان‌دهی قاچاق کوکائین در ممفیس به حبس ابد محکوم شده‌بود. جانسون در ژوئن ۲۰۱۸ پس از پشت سر گذاشتن ۲۱ سال حبس، با تخفیف در حکم او از سوی دونالد ترامپ، از مؤسسه اصلاحی فدرال در آلیس‌ویل آزاد شد. ترامپ در اوت ۲۰۲۰ جانسون را به‌طور کامل عفو کرد.